# Heptaulacus
Heptaulacus Mulsant, 1842, è un genere di coleotteri  della famiglia degli Scarabaeidae (sottofamiglia Aphodiinae).

## Descrizione
I coleotteri appartenenti al genere Heptaulacus condividono i seguenti caratteri: 
- Sono specie di dimensioni abbastanza piccole, da 2,5 a 4,5 millimetri, eccezionalmente esemplari fino a 8 mm; corpo moderatamente convesso e lucido.
- Il capo ha epistoma gibboso e granulosamente punteggiato; il clipeo è sinuato verso la parte centrale, arrotondato ai lati e con l'orlo cigliato.
- Le guance sono più sporgenti degli occhi e molto angolose; la sutura frontale è poco evidente (mutica).
- Il pronoto è abbastanza convesso, lucido e densamente punteggiato; i punti reniformi hanno la forma di un ombelico e sono setigeri; lateralmente è poco orlato, debolmente arcuato ma lungamente cigliato. La base del pronoto non è orlata, ma cigliata in modo sparso.
- Lo scutello è triangolare, piccolo, con punti sparsi.
- Le elitre sono allungate e convesse.
- Gli intervalli sono più o meno larghi delle strie sulciformi, quasi piani o convessi e lucidi con punti setigeri posti longitudinalmente e setae ricurve all'indietro.
- Le strie sulciformi sono punteggiate e larghe.
- Il primo metatarsomero è anche il più lungo.
- Le protibie sono tridentate al margine esterno e serrulate nel senso prossimale.
- Le metatibie, sulla faccia esterna, hanno carene distinte con una corona di spinule allungate di diversa lunghezza.
- Il pigidio è pubescente e lungamente cigliato.
- Molto accentuato il dimorfismo sessuale per lo sperone apicale delle protibie del maschio e dalle mesotibie che hanno un solo sperone.
- L'edeago è piccolo ed ha parameri corti e acuminati.
- L'epifaringe è arrotondata ai lati e sul margine anteriore presenta due seni.
- L'epitorma ha forma di goccia.
- La corypha ha spiculae robuste e sporgenti in avanti.
- I pedia sono pubescenti con chetae disposte in modo vario e tozze.
- Le chaetopariae sono abbastanza allungate.

## Distribuzione
È un genere diffuso nella regione paleartica.

## Tassonomia
Attualmente il genere comprende 8 specie di cui 2 reperite in territorio italiano:
- Heptaulacus algarbiensis
- Heptaulacus brancoi
- Heptaulacus gadetinus
- Heptaulacus koshantschikoffi
- Heptaulacus pirazzolii
- Heptaulacus rasettii  (italiana)
- Heptaulacus syrticola
- Heptaulacus testudinarius (italiana)